# Batalla del Departament d'administració
La batalla del Departament d'Administració (de vegades anomenada batalla de Ngakyedauk o Batalla de Sinzweya) va tenir lloc al front sud de la campanya de Birmània del 5 al 23 de febrer de 1944, al Teatre del Sud-est Asiàtic de la Segona Guerra Mundial.
Les forces japoneses van intentar un contraatac local contra una ofensiva aliada amb l'objectiu d'atraure les reserves aliades del front central d'Assam, on els japonesos estaven preparant la seva pròpia ofensiva important. Després dels contratemps inicials, els aliats es van recuperar per frustrar l'atac japonès, i van ser pioners en els mètodes que portarien a noves victòries aliades durant l'any següent.
La batalla pren el seu nom de l'"àrea d'administració" de la 7a Divisió de l'exèrcit indi, que es va convertir en una posició defensiva improvisada i rectangular per al major-general Frank Messervy i el seu estat major després que el seu quarter general de divisió fos envaït el 7 de febrer.

## Fons
Durant 1941 i principis de 1942, l'exèrcit japonès havia expulsat les tropes aliades (britàniques, índies i xineses) de Birmània. Durant 1943, els aliats havien lluitat contra la campanya d'Arakan 1942–1943, una ofensiva limitada a Arakan, la província costanera de Birmània. L'objectiu havia estat assegurar l'illa d'Akyab al final de la península de Mayu. L'illa posseïa un important camp d'aviació, des del qual la força aèria de l'exèrcit japonès havia atacat Calcuta i altres ciutats índies, i que també ocupava un lloc destacat en els plans aliats per reconquistar Birmània.
Aquesta ofensiva havia fracassat desastrosament. Com que l'exèrcit indi britànic s'estava ampliant massivament, la majoria de les unitats índies (i britàniques) compromeses amb l'atac no tenien formació i experiència. Les unitats esgotades van quedar en primera línia i la seva moral va baixar. Les tàctiques i l'equipament aliats no eren adequats per als turons coberts per la selva, i les unitats japoneses van aconseguir sorpresa repetidament creuant rius i turons que els aliats havien rebutjat com a infranquejables. Finalment, l'estructura de comandament aliada era ineficient, amb un quarter general de divisió sobrecarregat que intentava controlar un gran nombre de subunitats i també una gran àrea de línia de comunicacions. Durant els mesos següents, els aliats es van reorganitzar, es van dedicar a un extens entrenament a la selva i es van preparar per a un nou esforç el 1944. Sota el Catorze exèrcit, l'ofensiva havia de ser llançada pel XV Cos (tinent general Philip Christison).

### Segona ofensiva aliada
La península de Mayu constava d'una plana costanera, sagnada per diversos chaungs (rieres de marea), i separada de la fèrtil vall del riu Kalapanzin per la serralada de turons Mayu coberta per la selva. La 5a Divisió d'Infanteria de l'Índia (major general Harold Briggs), que havia lluitat a l'Àfrica oriental i al desert occidental, va atacar la plana costanera. La ben entrenada 7a Divisió d'Infanteria de l'Índia (major general Frank Messervy) va atacar per la vall de Kalapanzin. La 81a Divisió (Àfrica Occidental) avançava més a l'est per la vall del riu Kaladan, però no afectaria directament la batalla. La 36a divisió d'infanteria a Calcuta i la 26a divisió d'infanteria índia a Chittagong estaven en reserva.
L'avanç va començar amb cautela al principi, però va anar guanyant impuls constantment. El 9 de gener de 1944, la 5a Divisió d'Infanteria de l'Índia va capturar el petit port de Maungdaw. Mentre reduïen les posicions japoneses al sud del port (el poble de Razabil i un turó conegut per la seva forma com la "Tortuga"), el cos es va preparar per prendre el següent gran objectiu. Aquesta formava part de la serralada de Mayu on dos túnels ferroviaris en desús proporcionaven una ruta pels turons que unien Maungdaw amb les ciutats de Buthidaung i Letwedet a la vall de Kalapanzin. Per reposicionar tropes i recursos per a aquest atac, els enginyers de la 7a Divisió Índia van millorar una pista estreta, coneguda com el pas de Ngakyedauk ("Pas d'Okeydoke"), a través dels turons, mentre que una gran àrea d'administració, més tard coneguda com a Admin. Box es va establir a Sinzweya, prop de l'extrem oriental del coll.

### Plans japonesos
El Vint-i-Vuiè Exèrcit (tinent general Shōzō Sakurai), va defensar Arakan i el sud de Birmània. La seva 55a divisió (tinent general Tadashi Hanaya) va ocupar Arakan. La majoria de les tropes de la divisió (cinc batallons) es van agrupar com a Força Sakurai a l'àrea de Mayu, sota el seu quarter general del Grup d'Infanteria comandat pel Major-General Tokutaro Sakurai, sense relació amb el comandant de l'exèrcit.  Els japonesos estaven segurs que podrien repetir l'èxit de l'any anterior. en un contraatac local, i potser fins i tot avançar cap a Chittagong, el port del qual depenia el XV Cos per a subministraments. A més, es pretenia que en llançar el seu atac (que rep el nom de Ha-Go o Operació Z) la primera setmana de febrer, obliguessin als Aliats a enviar reforços a Arakan des del Front Central, obrint així el camí. per a la principal ofensiva japonesa allà, prevista per començar la primera setmana de març.

## La batalla

### Avenços japonesos

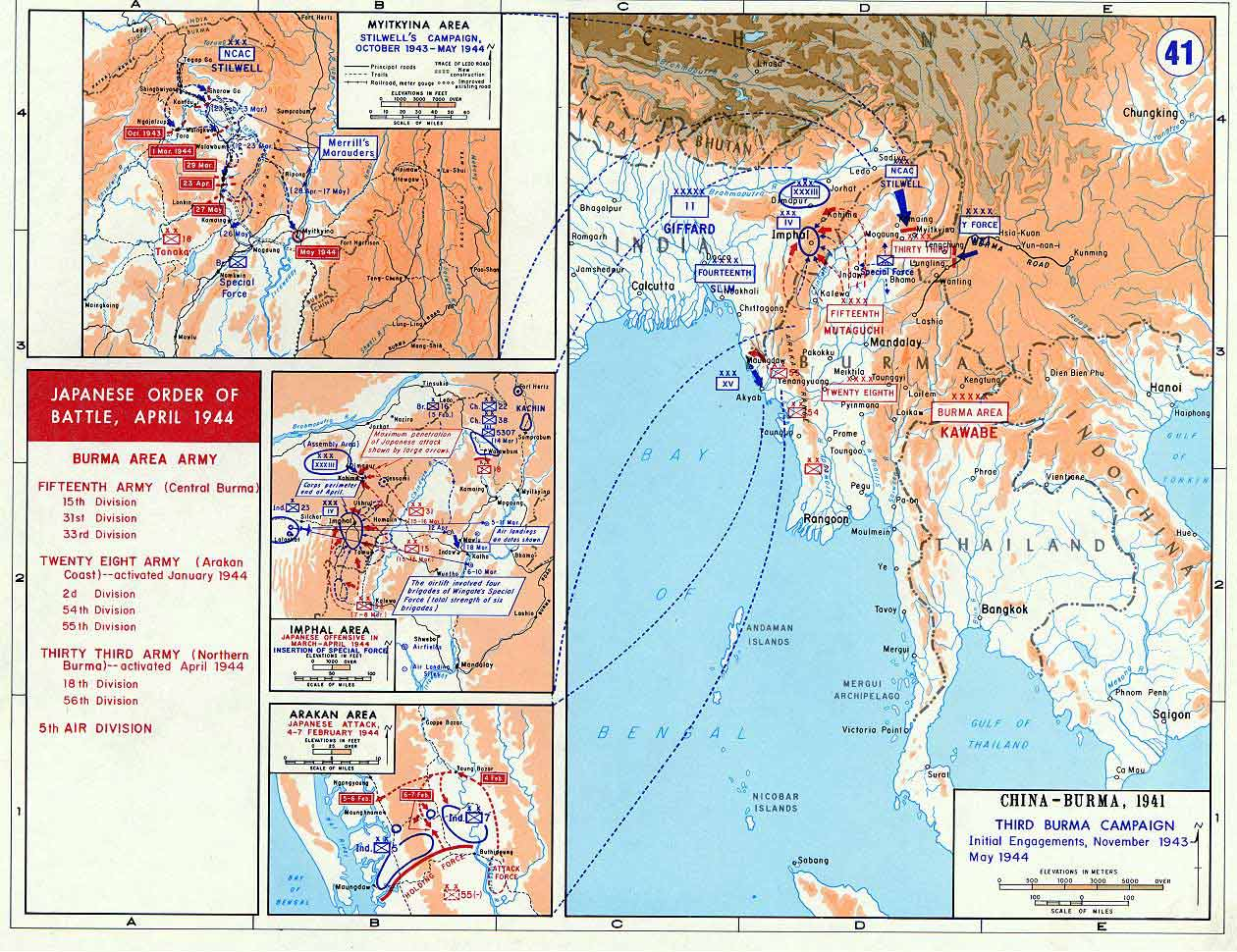
Tercera campanya de Birmània octubre de 1943 - maig de 1944

A partir del 5 de febrer, la Força Sakurai es va infiltrar en les primeres línies de la 7a Divisió Índia, que es va dispersar àmpliament i es va traslladar al nord sense ser detectada a la petita ciutat de Taung Bazaar. Aquí van travessar el riu Kalapanzin i van girar cap a l'oest i el sud, i a primera hora del matí del 6 de febrer van atacar el quarter general de la 7a Divisió a Luang Cheng a unes poques milles al sud-oest de Taung. El quarter general estava dalt d'un turó. Hi va haver un fort combat a prop, però els senyals i els empleats de la 7a Divisió finalment van haver de destruir els seus documents i equipament i dividir-se en grups petits i retirar-se al Departament d'Administració. (Altres operadors de ràdio que escoltaven a la freqüència de la divisió van escoltar una veu que deia: "Posa una selecció a través d'aquella ràdio", després silenci.) El Transport Motor, amb 22 aparells de ràdio, ja havia estat enviat a l'Àrea Administrativa que estava sent es va convertir en una caixa defensiva i el batalló de Defensa quarter general enviat a interceptar els japonesos al nord.
La força de Sakurai va seguir cap a Sinzweya i la rereguarda de la 7a Divisió. Un batalló japonès (Regiment I/213, conegut com a Força Kubo pel seu comandant), va creuar la serralada de Mayu en un lloc aparentment impossible, per posar emboscades a la carretera costanera per on s'aprovisionava la 5a Divisió índia. Els japonesos encara mantenint Razabil i la zona dels túnels ferroviaris (Força Doi) van llançar un atac subsidiari per connectar-se amb Sakurai, i van fer incursions i desviacions més petites, mentre un nombre inesperadament gran d'avions de caça japonesos volaven des d'Akyab per lluitar contra el cel sobre el camp de batalla. Era evident per a tot el XV Cos que la situació era greu. No obstant això, el Catorzè Exèrcit havia passat molt de temps considerant contrarestar les tàctiques estàndard japoneses d'infiltració i encerclament. Les divisions avançades del XV Cos van rebre l'ordre de cavar i mantenir les seves posicions en lloc de retirar-se, mentre que les divisions de reserva van avançar en relleu.
El següent objectiu obvi per als japonesos va ser l'àrea administrativa de Sinzweya, defensada pel quarter general i les tropes de la línia de comunicació, amb el 25 Regiment Lleuger Antiaeri/ Antitanc, RA. Com que Messervy es trobava a la jungla, fora de contacte i possiblement mort, Christison, el comandant del cos, va ordenar al brigadier Geoffrey Evans, que recentment havia estat nomenat comandant de la 9a Brigada d'Infanteria Índia, part de la 5a Divisió índia, que es dirigís cap al Departament d'administració, assumí el comandament i mantén el control contra tots els atacs. Christison també va ordenar a la 5a Divisió que enviés el 2n Batalló, el Regiment West Yorkshire (de la brigada Evans) sobre el pas de Ngakyedauk i dues bateries del 25è Regiment d'Artilleria de Muntanya IA. Els reforços més vitals de tots van ser dos esquadrons de tancs M3 Medium  del 25è Dragons que van creuar el coll la nit del 4/5 de febrer. Els defensors es van unir més tard per part del 4t Batalló del 8è de Rifles Gurkha (de la 89a Brigada d'Infanteria Índia, part de la 7a Divisió Índia) i també l'artilleria del 8è Regiment Antiaeri Pesat (Belfast), Artilleria Reial i 6è Regiment Mitjà. RA.

### Defensa del Departament d'Administració

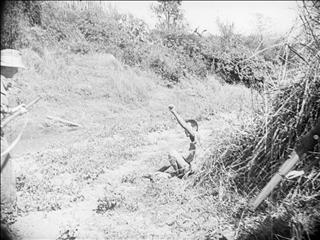
Després que el quarter general de la 7a Divisió índia estigui envoltat pels japonesos, els tancs aliats i la infanteria lluiten per trencar l'encerclament i es prenen diversos presoners.

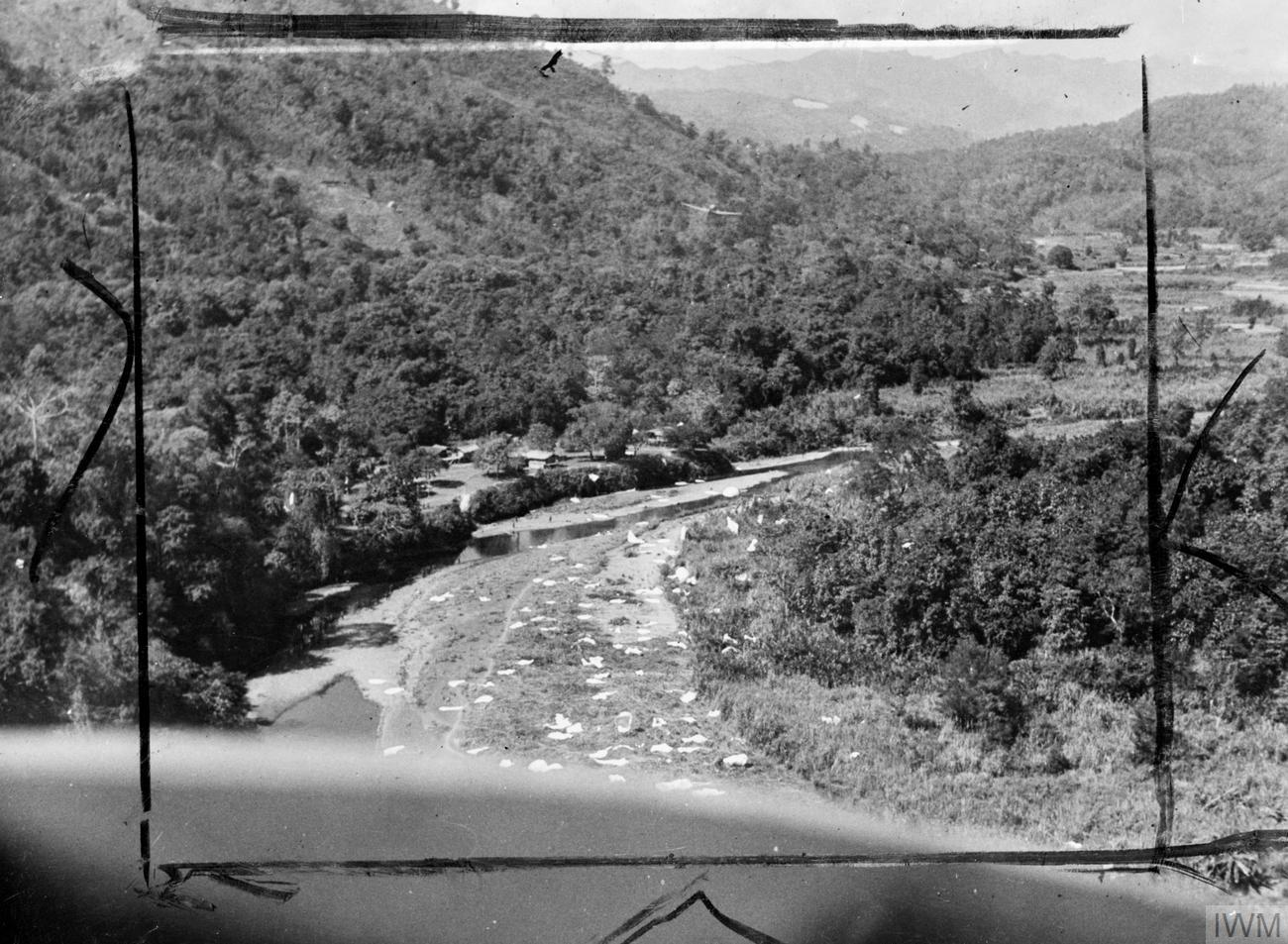
Vista darrere dels avions Dakota després de deixar caure subministraments per a la 7a divisió índia a un llit sec d'un riu prop de Sinzweya

Sota Evans, aprofitant la seva experiència de la guerra al nord d'Àfrica, la zona es va convertir en una zona defensada. Va establir un perímetre ràpid convertint-lo en una "caixa" semblant als de la lluita del desert occidental Dos esquadrons, B i C, del 25è Dragons van rebre l'ordre de tornar des d'una posició al nord-est entre la 7a Divisió i la Àrea d'administració; Un esquadró estava amb la 5a Divisió a l'altre costat de la serralada de Mayu. El quarter general de la 9a Brigada ("Sally" Solomons i el seu personal) va arribar i es va instal·lar.
El lloc tenia unes 1.200 iardes (1,1 km) quadrats. La majoria del sòl eren arrossars secs separats per parets de terra argilosa. Els dipòsits de municions es van amuntegar als peus de la cara occidental d'un turó central cobert de matolls, de 150 peus (46 m) d'alçada i 200 iardes de llarg nord-sud, anomenat "Munition Hill" amb racions i altres magatzems al costat est. Al sud del Ngakyedauk Chaung (que creuava d'est a oest a través del lloc) hi havia el "turó d'artilleria" més gran. Hi havia més dipòsits de subministrament al lloc i hi havia un parc de mules i un parc de transport motor amb tallers. La Main Dressing Station, un hospital de campanya en tendes de campanya, es trobava en un turó baix a la vora de la selva entre un chaung en direcció sud i el pas.  Quan Messervy va arribar al Departament d'Administració, seguit per diversos dels seus membres del quarter general que s'havien obert en petits grups a través de les forces japoneses, va deixar la defensa de la Caixa a Evans mentre es concentrava a restablir el control i dirigir la resta de la divisió.
Des de l'11 de febrer, els transports Douglas Dakota de la RAF i l'USAAF llançaven amb paracaigudes racions i municions a les tropes, inclosos els defensors del Departament d'Administració. Van fer 714 sortides, deixant caure 2.300 tones llargues (2.300 t) de subministraments. Els japonesos no havien previst aquest desenvolupament. Mentre es quedaven sense subministraments, les formacions índies podien lluitar. Els japonesos van intentar proveir la Força Sakurai amb un comboi de mules de paquet i portadors arakanesos, seguint la ruta de la infiltració original de Sakurai, però aquest va ser emboscat i els subministraments van ser capturats.
Les primeres missions de llançament aeri van trobar l'oposició dels caces japonesos i alguns avions de transport es van veure obligats a tornar enrere, però tres esquadrons de Supermarine Spitfires, que operaven des de nous aeròdroms al voltant de Chittagong, van obtenir superioritat aèria sobre el camp de batalla. Seixanta-cinc avions japonesos van ser abatuts o danyats per la pèrdua de tres Spitfires (tot i que els caces japonesos també van abatre diversos caces bombarders Hawker Hurricane i altres avions). Siguin quines siguin les xifres reals, els caces japonesos van ser ràpidament escombrats de la zona.
Sobre el terreny, la lluita pel Departament d'Administració va ser severa i, en la seva majoria, cos a cos. La nit del 7 de febrer, algunes tropes japoneses van capturar l'estació principal de vestir de la divisió. En el que sens dubte va ser un crim de guerra, van ser assassinats trenta-cinc personal mèdic i pacients. Això pot haver augmentat la determinació dels defensors que ara eren conscients del destí que els tocava si es rendien. L'endemà al matí, una companyia dels West Yorks amb suport de tancs ataca el MDS
El 8 de febrer, una companyia (uns 110 homes) d'infanteria japonesa va ser eliminada intentant infiltrar-se a la caixa al llarg d'un nullah (després anomenat "Blood Nullah" – Nullah de Sang). Mapes i altres documents es van recuperar d'un oficial japonès; van resultar ser un conjunt complet d'ordres d'operacions per a Ha-Go amb horaris de tropes i llocs marcats on es formarien els japonesos abans de començar un atac.
El dimecres 9, els Spitfires (el nou Mark VIII pilotat per l'esquadró núm 81 d'Imphal) i Hurricanes (l'esquadró núm. 28) es van enfrontar amb avions japonesos. Més de 100 homes de la 7/2n d'Infanteria Punjabi (de la 89a Brigada) van arribar a la caixa aquell dia i van ser enviats al sud a la 33a Brigada.
El foc japonès va causar nombroses baixes a les amuntegades defenses i va incendiar dues vegades els dipòsits de munició. Tots els intents d'envair els defensors es van veure frustrats pels tancs, als quals els japonesos no van tenir contraatac una vegada que els seus pocs canons de muntanya estaven sense munició. Els japonesos van intentar un atac total la nit del 14 de febrer i van capturar un turó al perímetre. El 2n West Yorkshire amb el suport dels tancs el va recuperar l'endemà, tot i que van patir moltes baixes.

### Retirada japonesa
El 22 de febrer, els japonesos portaven diversos dies morint de fam. El coronel Tanahashi, al comandament del 112è Regiment d'Infanteria japonès, que va proporcionar el cos principal de la força de Sakurai, va declarar que el seu regiment havia quedat reduït a 400 homes d'una força original de 2.150 i es va negar a fer més atacs. El 24 de febrer (19 de febrer per altres fonts), va trencar les comunicacions per ràdio i es va retirar sense autorització. El 26 de febrer, Sakurai es va veure obligat a interrompre l'operació. La 26a divisió índia havia rellevat la 5a divisió, que va enviar una brigada a trencar el pas de Ngakyedauk per rellevar la 7a divisió. La força de Kubo es va tallar i va patir nombroses baixes intentant tornar a les línies japoneses.

## Conseqüències
Tot i que les baixes totals dels aliats van ser més grans que les japoneses, els japonesos s'havien vist obligats a abandonar molts dels seus ferits per morir. Es van comptar cinc mil japonesos morts al camp de batalla. Per primera vegada a la campanya de Birmània, les tàctiques japoneses havien estat contrarestades i de fet s'havien tornat en contra. Això s'havia de repetir a una escala molt més gran en la imminent batalla d'Imphal. Pel que fa a la moral també, el fet que els soldats britànics i indis haguessin mantingut i derrotat un important atac japonès per primera vegada es va difondre àmpliament.
El valor del poder aeri aliat s'havia demostrat i havia de ser un factor vital en la victòria general aliada a la campanya de Birmània. A les reunions de rendició japonesa a Rangun l'11 de setembre de 1945. El general Ichida va llegir una declaració que identificava dos factors imprevistos i vitals que havien posat els japonesos en un "desavantatge desastrós": 
(a) El subministrament d'aire aliat, que va permetre que les forces terrestres a Birmània consolidessin les seves posicions sense ser obligades a retirar-se i, per tant, va fer que la infiltració i les tàctiques d'encerclament de l'enemic fossin avortades.
(b) La superioritat aèria aliada, que va interrompre tant les línies de subministrament japoneses, tant a Birmània com més enllà, que la fam i la malaltia van superar milers de tropes japoneses que s'enfrontaven al Catorze Exèrcit i també els va negar els subministraments essencials de combustible, equipament i material amb què lluitar. una força aliada més ben equipada i proveïda.
La segona setmana de març, la 161a Brigada d'Infanteria Índia (part de la 5a Divisió) finalment va capturar la "Tortuga" i les altres fortificacions al voltant de Razabil mitjançant una maniobra de flanqueig, abans que la divisió es retirés a la reserva. La 26a divisions índia i la 36a britànica van reprendre l'ofensiva a finals de març i principis d'abril. La 36a Divisió va capturar els túnels ferroviaris el 4 d'abril. El 6 d'abril, les tropes de la 26a Divisió van capturar un turó vital, anomenat Punt 551, que dominava la zona i on els japonesos havien aconseguit una victòria important poc menys d'un any abans.
En aquest punt, les operacions del XV Cos es van reduir per alliberar avions de transport i tropes per a la batalla d'Imphal. Quan va començar el monsó, es va trobar que la zona baixa al voltant de Buthidaung era malària i insalubre i els aliats en realitat es van retirar de la zona per estalviar-se pèrdues per malalties. Els japonesos havien traslladat la 54a Divisió a Arakan i van concentrar una força de quatre batallons sota el coronel Koba del 111è Regiment d'Infanteria contra la 81a Divisió (Àfrica Occidental) a la vall de Kaladan. Amb el suport d'una unitat de l'Exèrcit Nacional Indi i dels arakanesos locals, aquesta força va muntar un contraatac reeixit contra l'aïllada divisió d'Àfrica Occidental, obligant-la a retirar-se i finalment retirar-se de la vall.
Akyab va romandre en mans japoneses fins al gener de 1945, quan un renovat avenç aliat combinat amb desembarcaments amfibis va expulsar els japonesos d'Arakan, causant grans baixes en desembarcar tropes per tallar la seva retirada a la costa.

## Contribució de l'Exèrcit Nacional Indi
El 1r batalló lleugerament armat del 1r Regiment de Guerrilla de l'Exèrcit Nacional Indi havia rebut l'ordre de participar en l'atac de diversió japonès. Van sortir de Rangun a principis de febrer, però quan van arribar a Akyab a principis de març, l'ofensiva japonesa s'acostava al seu final. Posteriorment, el batalló va marxar pel riu Kaladan i va progressar lentament però amb èxit contra les unitats africanes de la Commonwealth abans de travessar la frontera entre Birmània i l'Índia per ocupar Mowdok, prop de Chittagong.
Holland observa la presència de tropes de l'INA al voltant de l'estació de vestidor i la seva aparent participació en l'atac i la posterior massacre, basat en el testimoni d'un metge de l'exèrcit indi capturat durant l'atac i destinat als japonesos per al reclutament a l'INA.

## Creu Victòria
- Major Charles Ferguson Hoey del 1r Batalló, el Regiment Lincolnshire va ser condecorat a títol pòstum amb la Creu Victòria pel valor durant el combat al Pas de Ngakyedauk.